# Dom Harcerza w Sanoku
Dom Harcerza w Sanoku (także Willa „Pod Topolami” oraz Zielony Domek) – budynek położony w Sanoku, przy ulicy Zielonej 39 w dzielnicy Błonie. Stanowi siedzibę i własność Hufca Ziemi Sanockiej im. ks. hm. Zdzisława Peszkowskiego.

## Historia
Budynek stanowił pierwotnie dom prywatny Wilhelma Topinka. W latach 30. dom pod numerem 23 ulicy Zielonej formalnie należał do jego żony, Walerii Topinek.
W okresie PRL budynek stanowił zaplecze pracowników przy budowie dzielnicy Błonie. Do lat 70. XX wieku właścicielką domu pozostawała Maria Przybyłek, po czym budynek został nabyty przez miasto Sanok. W 1986 władze miasta zdecydowały o przeznaczeniu budynku w użytkowanie harcerzom i młodzieży. Decyzją Naczelnika Miasta Sanoka z 1988, budynek (wpisany wówczas do rejestru Wojewódzkiego Konserwatora Zabytków), został przekazany w posiadanie na rzecz komendy hufca ZHP w Sanoku. W 1988 rozpoczęto generalny remont budynku nakładem środków miejskich. Wsparcia udzieliła sanocka Rada Przyjaciół Harcerstwa oraz sanockie przedsiębiorstwa i instytucje (m.in. Autosan, Stomil Sanok, Muzeum Budownictwa Ludowego w Sanoku). Prace remontowe wykonywali głównie sami harcerze. 21 kwietnia 1989 odnowiony budynek został udostępniony do użytku sanockiemu hufcowi Związku Harcerstwa Polskiego (w tym czasie prócz harcerzy w klubie działał także klub „Awangarda XX wieku”). W uroczystości uczestniczyli naczelnik ZHP hm. Krzysztof Grzebyk, dyrektor Muzeum Narodowego w Warszawie płk. doc. dr Witold Lisowski, wojewoda krośnieński Tadeusz Kruk, I sekretarz KM PZPR Wiesław Skałkowski i komendant hufca ZHP hm Ryszard Pacławski. Był to wówczas jedyny taki obiekt w województwie krośnieńskim służący harcerstwu.
Od 1991 o odkupienie budynku czyniła starania poprzednia właścicielka, Maria Przybyłek, następnie jej prawny spadkobierca. O odkupienie domu, wnioskował także sam hufiec, który przez lata poczynił nakłady finansowe celem odnowienia budynku, a także sfinalizował wpisanie obiektu do rejestru zabytków. Do początku XXI wieku hufiec ZHP kilkakrotnie zwracał się do władz miasta Sanoka o zbycie budynku za cenę symboliczną. Uchwałą Rady Miasta Sanoka z 11 września 2014 prawo własności do budynku zostało bezpłatnie przekazane w formie darowizny na działalność statutową Hufca Ziemi Sanockiej.
W budynku funkcjonuje Hufiec Ziemi Sanockiej im. ks. hm. Zdzisława Peszkowskiego. W 1989 w budynku ulokowano także centra tematyczne: edukacji ekologicznej (pwd. Wojciech Blecharczyk), dziennikarskie (pwd. Waldemar Bałda), „Świat” (hm Irena Słota). W latach 1994–1997 w budynku tymczasowo funkcjonował założony w 1990 Klub Towarzystwa Miłośników Lwowa i Kresów Południowo-Wschodnich w Sanoku. W Domu Harcerza podjęło także działalność zarejestrowane w 2001 Stowarzyszenie Wychowawców „Eleusis” w Sanoku, nawiązujące do tradycji ruchu abstynenckiego, którego prezesem zarządu została hm. Krystyna Chowaniec.
10 listopada 2008 na fasadzie przy wejściu została odsłonięta tablica pamiątkowa poświęcona patronowi hufca, ks. hm Zdzisławowi Peszkowskiemu, rodowitemu sanoczaninowi. Inskrypcja głosi: Na pamiątkę nadania Hufcowi ZHP Ziemi Sanockiej imienia Księdza hm. Zdzisława Peszkowskiego zuchy, harcerze, instruktorzy. Sanok 10.11.2008 r.
Budynek został wpisany do wojewódzkiego (1988) oraz do gminnego rejestru zabytków miasta Sanoka.